# تشارلز جورج جونسون
تشارلز جورج جونسون (بالإنجليزية: Charles George Johnson)‏ هو كيميائي وسياسي أسترالي، ولد في 1886، وتوفي في 14 أكتوبر 1950.